# Paul Wild (astronomo svizzero)
Paul Wild (Wädenswil, 5 ottobre 1925 – Berna, 2 luglio 2014) è stato un astronomo svizzero.
Dal 1980 al 1991 Paul Wild è stato direttore dell'Istituto di Astronomia dell'Università di Berna ed ha osservato il cielo dall'Osservatorio Zimmerwald, vicino a Berna.
Gli è stato dedicato l'asteroide 1941 Wild.

## Scoperte
Il Minor Planet Center gli accredita le scoperte di novantaquattro asteroidi, effettuate tra il 1961 e il 1994, di cui una in collaborazione con Ivo Baueršíma. Tra questi sono di particolare rilievo l'asteroide Apollo 1866 Sisyphus e gli asteroidi Amor 2368 Beltrovata e 3552 Don Quixote.
Ha inoltre scoperto le comete periodiche 63P/Wild, 81P/Wild, 86P/Wild e 116P/Wild e le non periodiche C/1957 U1 Latyshev-Wild-Burnham, C/1967 C2 Wild e C/1968 U1 Wild.
Infine ha scoperto le novae Nova Sco 1954, V1274 Sgr, V1301 Aql, V373 Sct e V443 Sct, e quarantanove supernovae (di cui otto co-scoperte): la prima fu SN 1954A, la più recente SN 1994M.
| 1657 Roemera       | 6 marzo 1961      |
| 1687 Glarona       | 19 settembre 1965 |
| 1748 Mauderli      | 7 settembre 1966  |
| 1768 Appenzella    | 23 settembre 1965 |
| 1773 Rumpelstilz   | 17 aprile 1968    |
| 1775 Zimmerwald    | 13 maggio 1969    |
| 1803 Zwicky        | 6 febbraio 1967   |
| 1830 Pogson        | 17 aprile 1968    |
| 1831 Nicholson     | 17 aprile 1968    |
| 1838 Ursa          | 20 ottobre 1971   |
| 1839 Ragazza       | 20 ottobre 1971   |
| 1844 Susilva       | 30 ottobre 1972   |
| 1845 Helewalda     | 30 ottobre 1972   |
| 1860 Barbarossa    | 28 settembre 1973 |
| 1866 Sisyphus      | 5 dicembre 1972   |
| 1891 Gondola       | 11 settembre 1969 |
| 1892 Lucienne      | 16 settembre 1971 |
| 1893 Jakoba        | 20 ottobre 1971   |
| 1906 Naef          | 5 settembre 1972  |
| 1911 Schubart      | 25 ottobre 1973   |
| 1935 Lucerna       | 2 settembre 1973  |
| 1936 Lugano        | 24 novembre 1973  |
| 1937 Locarno       | 19 dicembre 1973  |
| 1938 Lausanna      | 19 aprile 1974    |
| 1960 Guisan        | 25 ottobre 1973   |
| 1961 Dufour        | 19 novembre 1973  |
| 1962 Dunant        | 24 novembre 1973  |
| 2001 Einstein      | 5 marzo 1973      |
| 2005 Hencke        | 2 settembre 1973  |
| 2029 Binomi        | 11 settembre 1969 |
| 2033 Basilea       | 6 febbraio 1973   |
| 2034 Bernoulli     | 5 marzo 1973      |
| 2037 Tripaxeptalis | 25 ottobre 1973   |
| 2038 Bistro        | 24 novembre 1973  |
| 2040 Chalonge      | 19 aprile 1974    |
| 2080 Jihlava       | 27 febbraio 1976  |
| 2081 Sázava        | 27 febbraio 1976  |
| 2087 Kochera       | 28 dicembre 1975  |
| 2088 Sahlia        | 27 febbraio 1976  |
| 2129 Cosicosi      | 27 settembre 1973 |
| 2138 Swissair      | 17 aprile 1968    |
| 2151 Hadwiger      | 3 novembre 1977   |
| 2152 Hannibal      | 19 novembre 1978  |
| 2175 Andrea Doria  | 12 ottobre 1977   |
| 2218 Wotho         | 10 gennaio 1975   |
| 2229 Mezzarco      | 7 settembre 1977  |
| 2239 Paracelsus    | 13 settembre 1978 |
| 2262 Mitidika      | 10 settembre 1978 |
| 2303 Retsina       | 24 marzo 1979     |
| 2320 Blarney       | 29 agosto 1979    |
| 2337 Boubín        | 22 ottobre 1976   |
| 2353 Alva          | 27 ottobre 1975   |
| 2368 Beltrovata    | 4 settembre 1977  |
| 2429 Schürer       | 12 ottobre 1977   |
| 2481 Bürgi         | 18 ottobre 1977   |
| 2517 Orma          | 28 settembre 1968 |
| 2521 Heidi         | 28 febbraio 1979  |
| 2565 Grögler       | 12 ottobre 1977   |
| 2731 Cucula        | 21 maggio 1982    |
| 2843 Yeti          | 7 dicembre 1975   |
| 2868 Upupa         | 30 ottobre 1972   |
| 2914 Glärnisch     | 19 settembre 1965 |
| 2950 Rousseau      | 9 novembre 1974   |
| 2970 Pestalozzi    | 27 ottobre 1978   |
| 2989 Imago         | 22 ottobre 1976   |
| 3021 Lucubratio    | 6 febbraio 1967   |
| 3026 Sarastro      | 12 ottobre 1977   |
| 3060 Delcano       | 12 settembre 1982 |
| 3258 Somnium       | 8 settembre 1983  |
| 3329 Golay         | 12 settembre 1985 |
| 3468 Urgenta       | 7 gennaio 1975    |
| 3491 Fridolin      | 30 settembre 1984 |
| 3552 Don Quixote   | 26 settembre 1983 |
| 3582 Cyrano        | 2 ottobre 1986    |
| 3928 Randa         | 4 agosto 1981     |
| 4323 Hortulus      | 27 agosto 1981    |
| 4471 Graculus      | 8 novembre 1978   |
| 5369 Virgiugum     | 22 settembre 1985 |
| 5708 Melancholia   | 12 ottobre 1977   |
| 5710 Silentium     | 18 ottobre 1977   |
| 5986 Xenophon      | 2 ottobre 1969    |
| 6475 Refugium      | 29 settembre 1987 |
| 6620 Peregrina     | 25 ottobre 1973   |
| 7081 Ludibunda     | 30 agosto 1987    |
| 8061 Gaudium       | 27 ottobre 1975   |
| 9711 Želetava      | 7 agosto 1972     |
| 9716 Severina      | 27 ottobre 1975   |
| 13025 Zürich       | 28 gennaio 1989   |
| 14826 Nicollier    | 16 settembre 1985 |
| 19251 Totziens     | 3 settembre 1994  |